# Zawiesiuchy
Zawiesiuchy [pronunciación en polaco: /zavjɛˈɕuxɨ/] es un pueblo ubicado en el distrito administrativo de Gmina Stanisławów, dentro del Condado de Mińsk, Voivodato de Mazovia, en el este de Polonia central. Se encuentra aproximadamente a 11 kilómetros al oeste de Stanisławów, a 18 kilómetros al noroeste de Mińsk Mazowiecki, y a 29 kilómetros al este de Varsovia.